# Portrait de Bia de Médicis
Le Portrait de Bia de Médicis est une peinture à l'huile sur panneau (64 × 48 cm) réalisée par le célèbre portraitiste italien Agnolo Bronzino, vers 1542. Le tableau est conservé au musée des Offices à Florence.
Longtemps exposé dans la Tribune des Offices, le tableau est placé dans les nouvelles Salles Rouges du musée depuis 2012.

## Histoire
L'identification de l'enfant comme étant Bia, première-née illégitime du futur grand-duc de Toscane, Cosme Ier de Médicis, est aujourd'hui pratiquement incontestée, même si dans le passé ont été cités les noms de ses autres filles, comme Isabelle ou Marie.
Le portrait a été exécuté en toute probabilité à titre posthume, comme souvenir de la petite fille, morte à l'âge de cinq ans en 1542. Il s'agit du premier portrait de Bronzino dédié à un enfant, et le plus célèbre de la série des enfants de Cosme.

## Description
Bronzino a imaginé la jeune fille assise sur une chaise, rappelant le schéma du Portrait de Lucrezia Panciatichi réalisé un an plus tôt. Le fond bleu sombre et les tonalités bleutées entourant le visage le mettent nettement en valeur. La lumière froide et l'absence d'effets de fort contraste accentuent la finesse du teint et en font un portrait fortement idéalisé. Le regard est tourné avec intensité vers le spectateur, et l'expression dénote l'absence d'émotions.
Bia porte un collier et des boucles d'oreilles en perles, une chaîne en or avec un pendentif à l'antique et une robe somptueuse, faite de satin avec des manches bouffantes, produits des soieries florentines que Cosme voulait relancer à l'époque. Une chaîne dorée sert de ceinture au niveau de la taille.
La pose est celle des portraits officiels, rigide, mais allégée par quelques mouvement des mains, comme si le sujet était sur le point de se lever.